# Sofia (tunnelbanestation)
Sofia är en planerad tunnelbanestation inom Stockholms tunnelbana. Tunnelbanestationen är en del av Blå linjens pågående utbyggnad. Efter stationen förgrenar sig banan där en gren går mot Nacka och en gren går mot Hagsätra. 
Stockholms tunnelbana, cirka 100 meter djup. Stationen får en uppgång med höghastighetshissar till biljetthallen i Stigbergsparken på Södermalm.